# Anne Parr, Countess of Pembroke

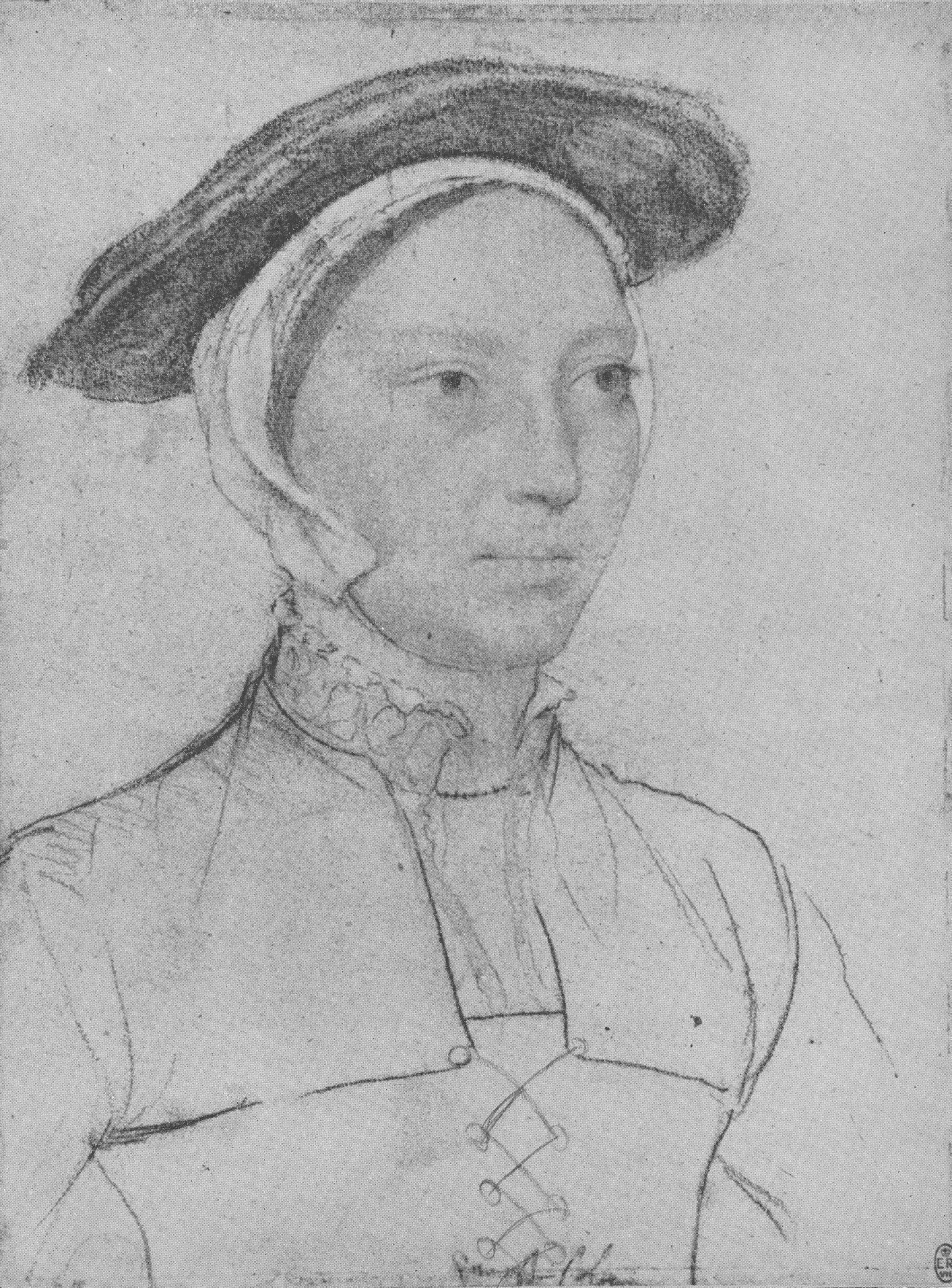
Porträt von Hans Holbein, das vermutlich Anne Parr zeigt

Anne Herbert, Countess of Pembroke (* 15. Juni 1515; † 20. Februar 1552) war eine englische Hofdame und jüngere Schwester Catherine Parrs, der sechsten Frau Heinrichs VIII. Anne Parr ist eine der wenigen Frauen, die allen sechs Ehefrauen Heinrichs VIII. als Hofdame gedient hat.

## Leben

### Frühe Jahre
Anne wurde am 15. Juni 1515 als Tochter von Sir Thomas Parr und Maud Green geboren. Sie war das jüngste von drei überlebenden Kindern und hatte eine ältere Schwester, Catherine, und einen älteren Bruder, William Parr, 1. Marquess of Northampton. Als sie zwei Jahre alt war, starb ihr Vater am Schweißfieber. Maud Green war eine Hofdame Katharina von Aragons und zudem Leiterin der königlichen Schule, an der Anne mit ihrer Schwester Catherine und anderen adeligen Töchtern unterrichtet wurde. Sie wurden von dem humanistischen Gelehrten Juan Luis Vives vermutlich in Französisch, Latein, Theologie und den Klassikwerken unterrichtet. Maud Green hatte ihren Kindern bereits zuhause Lesen und Schreiben beigebracht.

### Leben am Hof
1528 wurde Anne 13-jährig als Hofdame in die Dienste Katharina von Aragons aufgenommen. Als Anne Boleyn 1533 zur Königin gekrönt wurde, behielt Anne ihre Position bei Hofe bei. Dem Beispiel der Königin folgend, wurde Anne Parr eine begeisterte Anhängerin des Protestantismus. Nach der Hinrichtung Anne Boleyns diente Anne Parr Jane Seymour und nahm an deren Leichenzug sowie der Taufe Prinz Eduards am 15. Oktober 1537 teil. Ab 1540 diente Anne Heinrichs vierter Frau, Anna von Kleve, sowie deren Nachfolgerin Catherine Howard. Nach deren Enthauptung wurden ihr die Juwelen der Königin anvertraut.

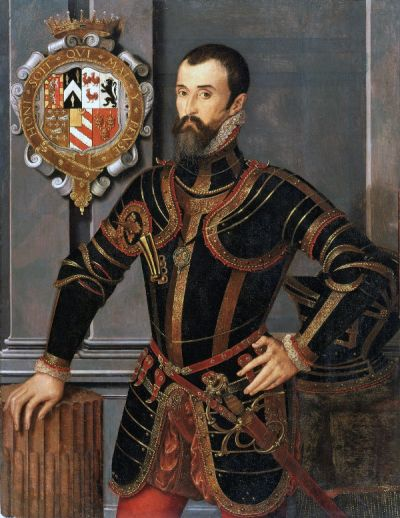
William Herbert, 1. Earl of Pembroke, Annes Ehemann

### Heirat
Im Februar 1538 heiratete Anne William Herbert, den sie vermutlich bei Hofe kennengelernt hatte. Durch die Zuneigung des Königs zu Annes Schwester Catherine standen die Herberts in dessen Gunst. Anne und ihr Mann erhielten mehrere königliche Güter, unter anderem die Abtei von Wilton in Wiltshire, Remesbury und Cardiff Castle. Als Wohnsitz in London nutzten sie Baynard’s Castle. 1544 wurde ihr Mann zum Ritter geschlagen, 1551 zum Baron Herbert of Cardiff und Earl of Pembroke ernannt. Aus ihrer Ehe mit William Herbert hatte Anne drei Kinder: Henry, der seinem Vater als Earl of Pembroke nachfolgte, Edward und Anne.

### Schwester der Königin
Anne Parr nahm an der Hochzeitszeremonie ihrer Schwester Catherine mit Heinrich VIII. am 12. Juli 1543 im Hampton Court Palace teil. Anne war die Erste Hofdame ihrer Schwester, mit der sie ein enges Verhältnis hatte. Sie gehörte zu einer Gruppe von Protestanten im nahen Umfeld der Königin. Als 1546 Anne Askew, eine protestantische Predigerin, wegen Häresie verhaftet wurde, versuchten die Gegner der Königin, ein Geständnis von Askew zu erpressen, dass die Königin, ihre Schwester und weitere Hofdamen Protestanten (und somit Häretiker) waren. Bischof Stephan Gardiner und Lordkanzler Thomas Wriothesley gelang es sogar, dass der König einen Haftbefehl gegen die Königin unterschrieb. Diese konnte sich jedoch retten, indem sie beteuerte, dass sie mit dem König nur theologische Fragen diskutiert hatte, um ihn von seinen Schmerzen abzulenken. Heinrich VIII. starb am 28. Januar 1547, Catherine Parr heiratete kurz darauf Thomas Seymour und starb im folgenden Jahr nach der Geburt einer Tochter am Kindbettfieber.

### Tod
Anne starb am 20. Februar 1552. Zu diesem Zeitpunkt war sie Hofdame Lady Marias, der späteren Königin Maria I. Sie wurde am 28. Februar 1552 in der Old St. Paul’s Cathedral neben ihrem Ahnen John of Gaunt, 1. Duke of Lancaster, begraben. Ihr Mann William heiratete in zweiter Ehe Anne Talbot, hatte jedoch keine weiteren Nachkommen. Nach seinem Tod am 17. März 1570 wurde er auf eigenen Wunsch neben Anne Parr in St. Paul’s begraben.

## Nachkommen
- Henry Herbert, 2. Earl of Pembroke (1538–1601). Er heiratete am 21. Mai 1553 Catherine Grey, die Ehe wurde 1554 annulliert. Seine zweite Frau war Catherine Talbot, Tochter von George Talbot, 6. Earl of Shrewsbury. In dritter Ehe heiratete er Mary Sidney, mit der er Nachkommen hatte.
- Sir Edward Herbert (1547–1595), ⚭ Mary Stanley, Tochter von Sir Thomas Stanley, Unter-Schatzmeister der Royal Mint
- Anne Herbert (1550–1592), ⚭ Francis, Lord Talbot, Sohn von George Talbot, 6. Earl of Shrewsbury